# Campeche (miasto)
Campeche (wymowaⓘ), San Francisco de Campeche (z majańskiego Ah Kin Pech – „miejsce węży i kleszczy”) – miasto w Meksyku, stolica stanu o tej samej nazwie, położone na półwyspie Jukatan, nad Zatoką Meksykańską. Siedziba władz gminy Campeche – jednej z 11 gmin w tym stanie.

## Historia
Miasto założone w 1540 roku jako San Francisco de Campeche przez hiszpańskich konkwistadorów, w miejscu dawnego miasta Majów nazywającego się Canpech lub Kimpech. To stare miasto w opisach miało ponad 3000 domów i różnych budowli, które nie zachowały się. W  mieście pozostało wiele kolonialnych murów i fortyfikacji mających bronić miasto przed piratami i bukanierami. W 1999 roku zabytkowe miasto zostało wpisane na listę UNESCO.
Obecnie miasto jest stolicą stanu Campeche. Ośrodek przemysłowy (spożywczy) i naukowy (uniwersytet).
Campeche jest portem rybackim i handlowym, posiada też port lotniczy.

## Zabytki
- zabudowa starówki (parterowa i jednopiętrowa), głównie z XVIII wieku,
- fragmenty murów miejskich i siedem fortów (baluartes, np. Baluarte de San Juan lub Baluarte de San Francisco)[4]
- katedra (rozpoczęta w 1540, ukończona, z powodu ciągłych ataków pirackich, dopiero w 1705 – obiekt o skromnym wyrazie formalnym, z dwiema strzelistymi wieżami, fasada ozdobiona figurami świętych),
- Iglesia (kościół) del Dulce Nombre de Cristo,
- Iglesia de San Roque,
- brama portowa – Puerta del Mar,
- nabrzeże – promenada (zniszczona w 1996, odbudowana),
- stare dzielnice (barrios) – Guadalupe i San Francisco, dawniej przeznaczone wyłącznie dla Indian (centrum zarezerwowane było dla białych),
- Iglesia de Guadalupe z 1660 o ścianach w kolorze żółtym,
- Iglesia de San Francisco – otynkowany na bordowo, na rozległym placu – przed kościołem wznosi się kolumna upamiętniająca odprawienie pierwszej mszy na kontynencie amerykańskim w 1517 przez księdza towarzyszącego ekspedycji Francisco de Montejo y Leóna.

## Transport
W okolicach miasta znajduje się Port lotniczy Campeche.

## Miasta partnerskie
- Cartagena, Kolumbia
- Matanzas, Kuba
- Halifax, Kanada
- Lynwood, Stany Zjednoczone
- Sherman, Stany Zjednoczone
- Walencja, Hiszpania
- Sewilla, Hiszpania
- Hawr, Francja
- San Juan Bautista, Portoryko
- Arezzo, Włochy
- Veracruz, Meksyk
- San Cristóbal, Wenezuela
- Santander, Hiszpania
- Reykjavík, Islandia
- Kopenhaga, Dania
- Carcassonne, Francja
- Dubrownik, Chorwacja